# Gran Premio Bruno Beghelli 2003
Il Gran Premio Bruno Beghelli 2003, ottava edizione della corsa, si svolse il 28 settembre 2003, per un percorso totale di 200 km. Venne vinto dall'italiano Luca Paolini che terminò la gara in 4h21'46".

## Ordine d'arrivo (Top 10)
| Pos. | Corridore              | Squadra       | Tempo    |
| ---- | ---------------------- | ------------- | -------- |
| 1    | Luca Paolini           | Quick Step    | 4h21'46" |
| 2    | Martin Elmiger         | Phonak        | s.t.     |
| 3    | Luca Mazzanti          | Cer. Panaria  | s.t.     |
| 4    | Serhij Hončar          | De Nardi      | s.t.     |
| 5    | Óscar Freire           | Rabobank      | a 5"     |
| 6    | Fabio Baldato          | Fassa Bortolo | s.t.     |
| 7    | Nick Nuyens            | Quick Step    | s.t.     |
| 8    | José Ignacio Gutiérrez | Kelme         | s.t.     |
| 9    | Joaquim Rodríguez      | ONCE-Eroski   | s.t.     |
| 10   | Bo Hamburger           | F. Pinzolo    | s.t.     |